# Star 947
 (avril 2024).
Star 947 (94,7 FM) est une station de radio diffusant à Port-d'Espagne, Trinité-et-Tobago. Elle est membre de Trinidad and Tobago's Radio Network (TTRN) et émet depuis 2010.

## Actualités
La station de radio diffuse des informations par le biais de bulletins d'information tout au long de la semaine. 
En collaboration avec 96 WEFM et 107.7 FM Music For Life, de courts résumés de l'actualité sont diffusés toutes les demi-heures pendant la journée.

## Voir également
- 95 The Ultimate One
- Hott 93